# Распятие (казнь)

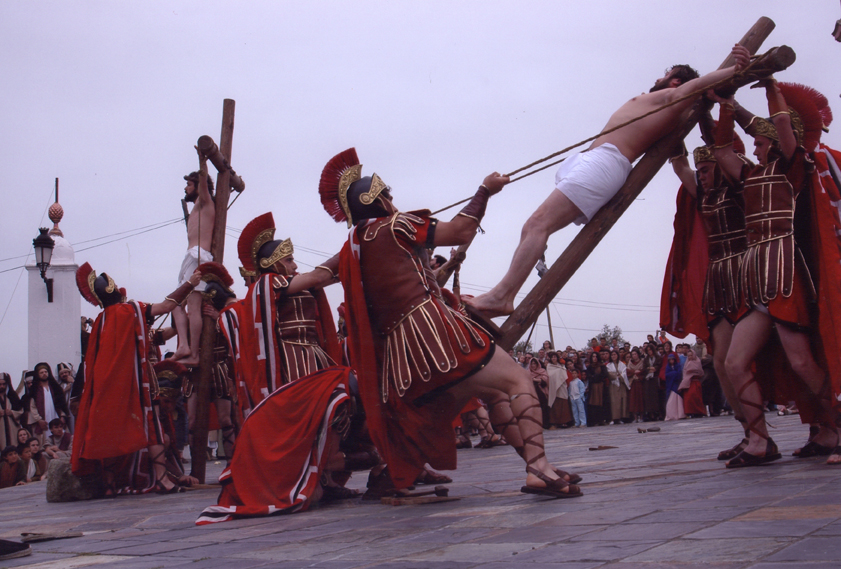
Процесс распятия (реконструкция)

Распятие — исторический вид смертной казни.

## История

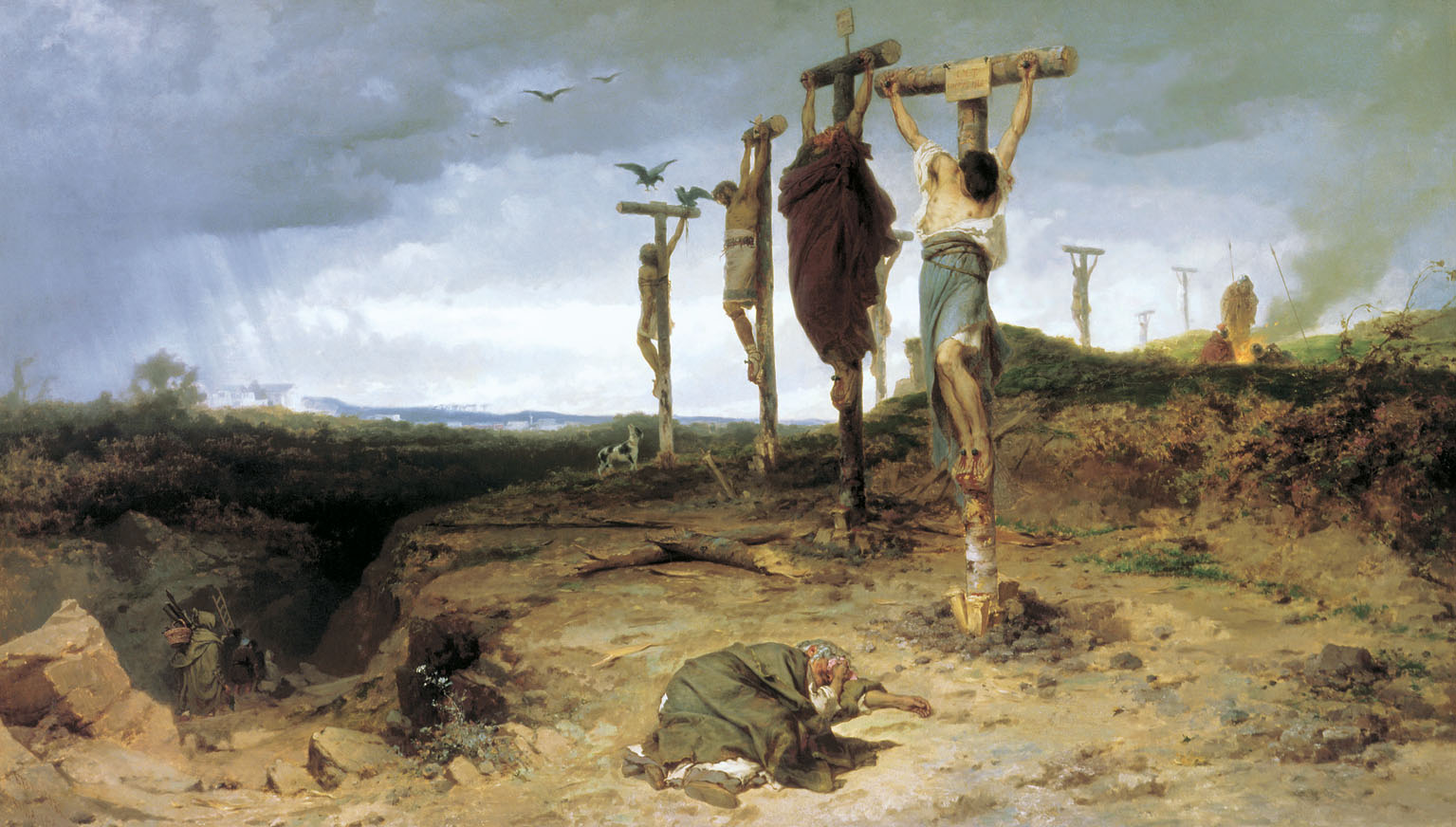
Распятие в Древнем Риме на картине Фёдора Бронникова

Данная казнь была известна в Вавилонии, Греции, Палестине, Карфагене, но самое широкое распространение получила в Древнем Риме, где она стала основным видом жестокой, позорной и мучительной смертной казни. Так казнили особо опасных преступников (бунтовщиков, изменников, военнопленных, разбойников, беглых рабов). После подавления восстания Спартака все взятые в плен рабы — около 6 тысяч человек — были распяты на крестах вдоль Аппиевой дороги от Капуи до Рима. Марк Лициний Красс так и не отдал приказа снять тела.

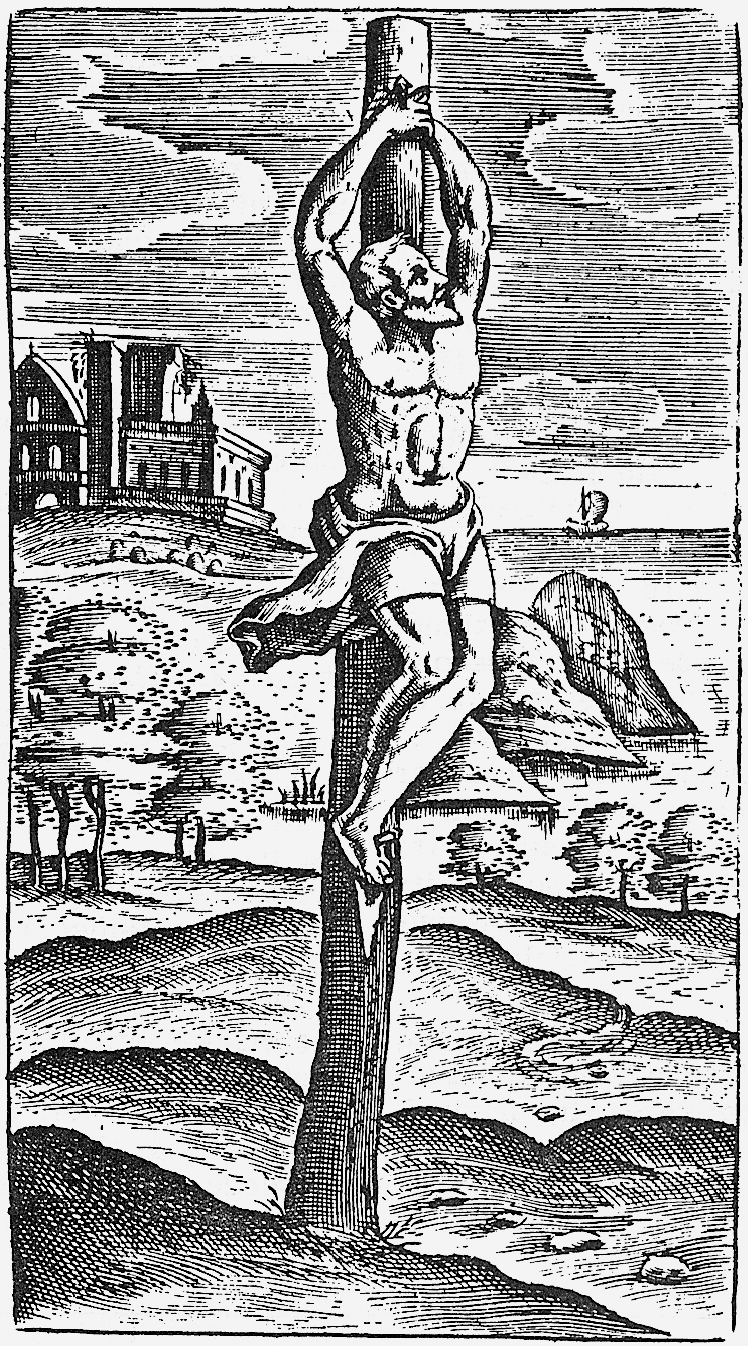
Распятие на вертикальном столбе (изображение со страницы из книги Юстуса Липсиуса "De Cruce Libri Tres", Антверпен, 1629)

Крест использовался деревянный, как правило, Т-образный (Crux Commissa), хотя использовались и другие его формы:
- Crux Simplex — простой вертикальный столб.
- Сrux Immissa — два перекрещенных бруса (крест).
- Crux Decussata — крест в форме «X».

При конструкции креста из двух элементов, каждый элемент тоже имел своё латинское название.
- Первый элемент — стационарная, вертикально вкопанная стойка, называлась staticulum.
- Второй — patibulum, представлял собой съёмную горизонтальную балку. Словом crux иногда называли не только цельную, собранную из двух элементов конструкцию, но и отдельно patibulum[5]. Иногда в центре креста прикреплялся небольшой выступ, на который распятый мог опереться ногами.

Часто самому распятию предшествовала позорная процессия, в ходе которой осуждённый на смерть должен был нести patibulum (весящий порой до 30—50 кг), который клали на плечи и привязывали к рукам и который потом служил горизонтальной перекладиной креста.

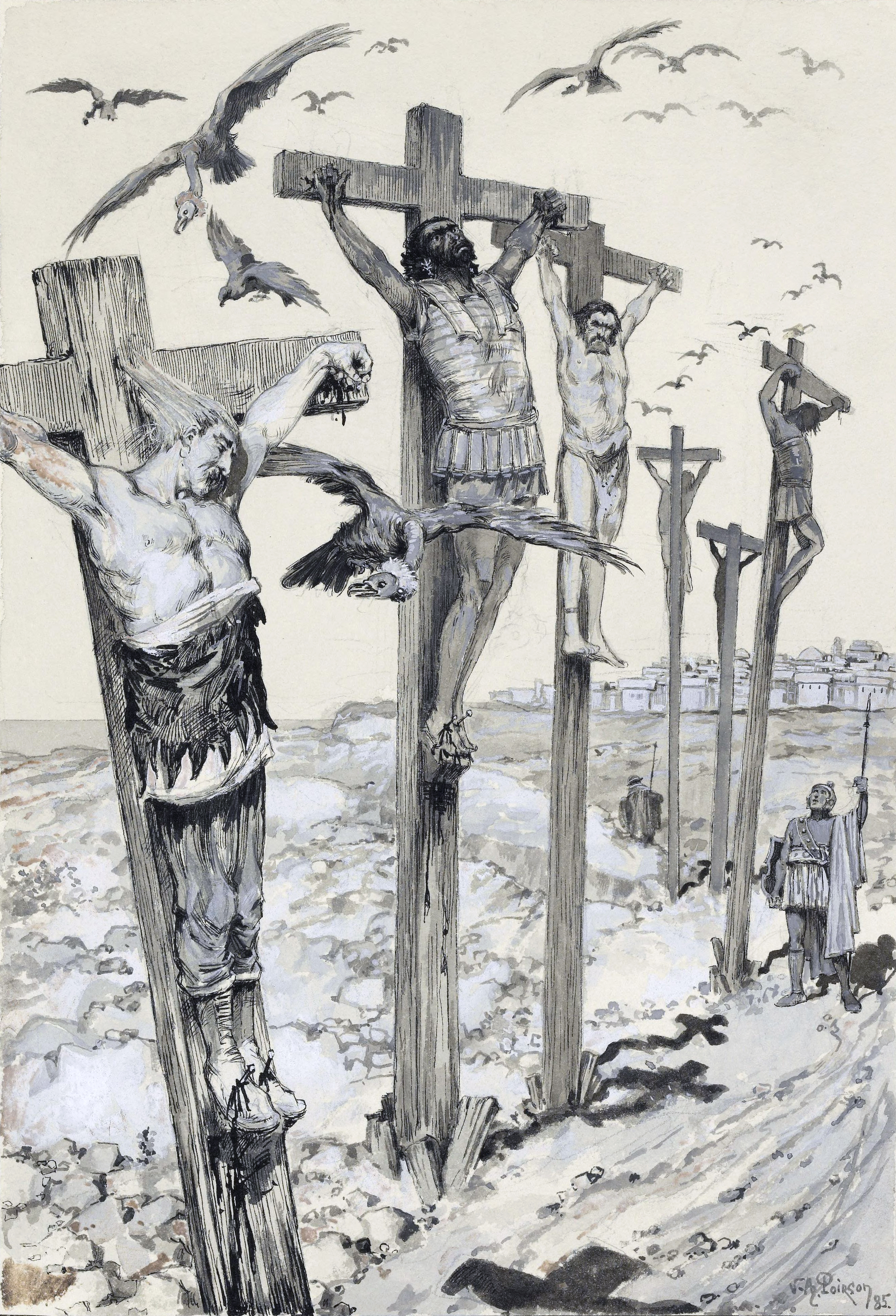
Распятие на Crux Commissa

По прибытии на место с осуждённого снимали одежду, укладывали на землю, широко растягивали руки и гвоздями (реже — деревянными кольями) приколачивали их к концам перекладины, которую затем с помощью верёвок подтягивали на вершину заранее вкопанного в землю столба (в другом случае распинали на горизонтально расположенном кресте, который потом ставили вертикально). Осуждённому прибивали руки и ноги к концам креста гвоздями или деревянными кольями, либо фиксировали конечности при помощи верёвок. Если гвозди и забивали в ладони, то, чтобы казнимый не спрыгнул с креста, пожертвовав при этом своими ладонями, его запястья привязывали верёвками к перекладине.
В некоторых случаях, чтобы продлить агонию казнимых, на ночь снимали patibulum (и только его) с телом осуждённого, а с наступлением утра снова водружали его на вертикальный столб. Последнее, как правило, делалось до тех пор, пока жертва не умирала от болевого шока.
Согласно христианскому вероучению, распятию был подвергнут Иисус Христос, что сделало крест символом христианской религии. Казни через распятие был предан и ряд христианских святых (апостолы Андрей и Пётр, мученик Клеоник Амасийский).

## Современность
Теоретически распятие по-прежнему является одним из наказаний в Исламской Республике Иран (Иранский исламский уголовный закон, статья 195), хотя примеры его использования не известны. По закону, если казнимый выдержал три дня распятия, ему позволяется жить. Казнь описывается следующим образом: «Приговорённый подвешивается на балках в форме креста, спиной к кресту, лицом к Мекке, ноги вертикальны и далеки от земли».
Суданский уголовный кодекс, основанный на интерпретации правительством шариата, включает казнь через повешение с последующим распятием тела казнённого в качестве наказания. В суданском уголовном правосудии такой казни подвергаются лица, осуждённые за богохульство. Когда в 2002 году 88 человек были приговорены к смертной казни, Amnesty International предположила, что они могут быть казнены через повешение или распятие. Обвиняемые были осуждены за убийства, вооружённые ограбления и участие в межэтнических столкновениях на юге Дарфура, где погибли, по меньшей мере, 10 тысяч человек, но Amnesty International считает, что осуждённые были подвергнуты пыткам и не получили справедливого суда и адекватного юридического представительства.
23 ноября 2009 года в Саудовской Аравии 22-летний мужчина был приговорён к отсечению головы и посмертному распятию, так, чтобы его обезглавленное тело было привязано к деревянным балкам и выставлено на всеобщее обозрение. Этот человек признался и был осуждён за похищение и изнасилование пятерых детей в возрасте от 3 до 7 лет, которых он оставил в пустыне умирать.

## Медицинский аспект
Продолжительность казни составляла от нескольких часов до нескольких дней, в зависимости от метода, состояния здоровья казнимого и условий окружающей среды. В обзоре научной литературы отмечаются следующие возможные причины смерти при распятии: инфаркт, остановка сердца, гиповолемический шок, ацидоз, асфиксия, аритмия, и эмболия лёгких. Смерть может наступить от любого из этих факторов или от комбинации нескольких из них, а также по другим причинам, включая сепсис вследствие инфекции ран от гвоздей либо ран, полученных при бичевании, которое часто предшествовало распятию, от обезвоживания организма либо от хищных животных.
По теории Пьера Барбе смерть при распятии наступала главным образом от асфиксии, вызванной якобы тем, что при подвешивании на растянутых руках трудно вдохнуть из-за перерастяжения мышц груди. Распятый поэтому должен подтягиваться на руках, чтобы вдохнуть (либо опираться ногами на специальную подпорку), и когда наступает переутомление, он задыхается. Однако в эксперименте подвешенные таким образом люди не испытывали затруднений с дыханием, зато ощущали быстро нарастающую боль в руках, что согласуется с представлением римлян о распятии как об особо мучительной казни.